# Ellen Forney
Ellen Forney (Filadèlfia, 8 de març de 1968) és una humorista gràfic, educadora i entrenadora personal (en anglès: wellness coach) estatunidenca.
És coneguda pels seus còmics autobiogràfics que inclouen I was seven in '75; I Love Led Zepellin; i Marbles: Mania, Depression, Michelangelo and Me. La seva obra cobreix temes com les malalties mentals, l'activisme polític, les drogues i el moviment feminista de les Riot Grrrl. Actualment, té la seu a Seattle, Washington, on imparteix classes al Cornish College of Arts.

## Biografia
Forney es va graduar a la Universitat de Wesleyan, on es va doctorar en psicologia.
A la dècada de 1990, va produir la tira autobiogràfica I Was Seven in '75, que figurava al diari setmanal alternatiu de Seattle The Stranger. Va autoeditar una col·lecció al 1997 amb una subvenció de la Fundació Xeric. Una col·lecció completa va ser publicada com a Monkey Food per Fantagraphics l'any 1999.
Al 2006 va publicar I Love Led Zeppelin, que va recopilar còmics que havia fet per a diversos diaris i revistes i va incloure col·laboracions amb Margaret Cho, Kristin Gore, Camille Paglia i Dan Savage. Va ser nominat al premi Eisner com a millor còmic basat en fets reals. Al 2007 va il·lustrar la novel·la de joves adults per a Sherman Alexie, The Absolutely True Diary of a Part-Time Indian, que va guanyar el National Book Award. L'any 2008 va publicar Lust, que va adaptar els anuncis personals de The Stranger en format de còmic/il·lustració.
La seva memòria gràfica Marbles: Mania, Depression, Michelangelo and Me, va abordar les seves experiències amb el trastorn bipolar. Concretament, la memòria tracta sobre com percep Forney la seva malaltia mental en relació amb el seu art, així com les seves pors sobre la medicació que disminueix la seva creativitat. Forney també assenyala el paper que ha jugat la malaltia mental en la vida d'altres artistes, fent referència a una llista d'artistes i escriptors amb depressió com a "Club Van Gogh". Va ser publicada per l'empremta Gotham Books de Penguin Books el novembre de 2012, i va ser un best-seller del New York Times. Marbles va ser destacada en una exposició de medicina gràfica que Forney va comissariar per la Biblioteca Nacional de Medicina dels Estats Units.
El llibre de Forney de l'any 2018, Rock Steady: Brilliant Advice from My Bipolar Life, és una guia d'autoajuda gràfica publicada per Fantagraphics. En ell, Forney promou les seves sigles personals d'autocuració, SMEDMERTS, que en anglès seria: Sleep, Meds, Eat, Doctor, Mindfulness, Exercise, Routine, Tools, Support System; i es traduïria de la següent manera: Dormir, Medicació, Menjar, Metge, Consciència, Exercici, Rutina, Eines, Sistema de Suport.

## Altres obres
Ellen Forney també és l'artista responsable de "Crossed Pinkies" i "Walking Fingers", dos murals a l'estació de trens lleugers del South Transit Capitol Hill de Seattle. També està disponible per a encàrrecs com retrats, invitacions de casament i dissenys de tatuatges. Més recentment, Forney va començar a oferir entrenaments de coaching a aquells que pateixen de trastorn bipolar. També connecta amb l'audiència sobre medicina gràfica, salut i còmics en conferències.

## Vida personal
Forney s'identifica a si mateixa com a bisexual. Va ser diagnosticada amb trastorn bipolar 1 l'any 1998.

## Obres
- MONKEY FOOD: The Complete "I Was Seven in '75" Collection, Fantagraphic Books (1999).
- I Love Led Zeppelin: Panty-Dropping Comics, Fantagraphics Books (2006).
- Lust: Kinky Online Personal Ads from Seattle's The Stranger, Fantagraphics Books (2008).
- The Absolutely True Diary of a Part-Time Indian, by Sherman Alexie, Art by Ellen Forney, Little Brown (2007).
- Marbles: Mania, Depression, Michelangelo, and Me: A Graphic Memoir, Gotham/Penguin Books (2012).
- Rock Steady: Brilliant Advice From My Bipolar Life, Fantagraphics (2018).

## Premis
- 2013: Inkpot Award.
- 2013: Guanyadora del National Association for the Advancement of Psychoanalysis "Gradiva" amb Art for Marbles: Mania, Depression, Michelangelo, and Me: A Graphic Memoir.
- 2012: Guanyadora del Stranger Genius Award en l'àmbit de Literatura.
- 2007: Guanyadora del National Book Award i New York Times Book of the Year pel seu art a The Absolutely True Diary of a Part-Time Indian.